# 115-ös antiokheiai földrengés
A 115-ös antiokheiai földrengés december 13-án tört ki. Az áldozatok számáról és a károk mértékéről nem maradtak fenn adatok, de korabeli beszámolók szerint a pusztítás hatalmas volt mind a Római Birodalom Syria provinciájának székhelyén, Antiokheiában, mind annak környékén. A rengés nyomán a Földközi-tenger partján egy cunami is kialakult, amely főként Caesarea Maritima kikötőjét érintette.
A Pártus Birodalom ellen hadjáratot vezető Traianus császár, valamint majdani utódja, Hadrianus is Antiokheiában tartózkodtak a földrengés idején.

## A földrengés
Antiokheia környéke három tektonikai lemez, az Afrikai-, az Arab- és az Anatóliai-lemezek találkozási pontjánál fekszik. A települést az elmúlt kétezer év során mintegy 150 évente rázták meg pusztító, a Mercalli-skálán 9-10-es fokozatot is elérő földrengések. A 115-ös földrengés magnitúdóját 7,3-7,5-re becsülik. A holt-tengeri transzform vető északi szakaszának vizsgálata alapján a térséget háromszor érte ilyen erősségű rengés i.sz. 100 és 1210 között.
A földrengés lefolyásáról Cassius Dio Róma történetét feldolgozó főművének LXVIII. könyvében írt (24-25. szakasz), amely - mint a mű jelentős része - csak a 12. századi Konstantinápolyban dolgozó szerzetes, Joánisz Xiphilínosz kivonatolt változatában maradt fenn. A szövegből megtudjuk, hogy a földrengés idején a Pártus Birodalom ellen hadjáraton lévő Traianus Antiokheiában telelt. A császár katonái mellett a városban élők száma a különféle diplomáciai, jogi és üzleti ügyeket intézőkkel, illetve kíváncsiskodókkal a szokásosnál nagyobbra duzzadt. A katasztrófa előtt viharok sújtották a várost, amelyeket a történetíró figyelmeztető jelekként értelmez, előrengésekről azonban nem beszél: az első földmozgás már épületeket emelt fel alapjukról és döntött le, a romok a város körüli nyílt térséget is beborították. A hullám a szabadban tartózkodó embereket felemelte, majd visszaejtette a földre, ami miatt sokan megsérültek, egyesek pedig meghaltak. Néhány helyen fák csavarodtak ki gyökerestől a talajból.
A romok alá temetettek mentését a sűrű por, majd a napokig tartó utórengések nehezítették. Sokan nem sérülések miatt vesztették életüket, hanem éhen haltak. Az utolsó utórengés után - az addig eltelt napok számát nem tudni - a romok között egy asszonyt találtak, aki mind csecsemőjét, mind önmagát életben tartotta anyatejével. Miután a mentési munkálatok elkezdődhettek, rajtuk kívül már csak egy túlélőt fedeztek fel: egy gyermeket, aki szintén anyja teje miatt menekült meg az éhhaláltól.
Traianus kisebb sérüléseket szenvedett, amikor egy ablakon kiugorva menekült el a szállásául szolgáló épületből. (Cassius-Xiphilínosz szerint egy "embernél nagyobb termetű lény mutatta neki az utat"). Az utórengések alatt a császár nyílt téren, a lóversenypályán (hippodrom) táborozott.
A földrengés a domborzatot is átformálta: hegyek ormai szakadtak le, folyóvizek tűntek el és újak jelentek meg.
A szíriai Apameia városa szintén elpusztult, a libanoni Bejrút pedig komoly károkat szenvedett.
A rengés nyomában keletkezett cunami komoly károkat okozott Yavneh és Caeserea Maritima kikötőiben, utóbbit valószínűleg el is pusztította: a tengerfenéken végzett geológiai kutatások a cunami által hátrahagyott törmelékréteg vastagságát fél méteresnek találták.
Egy 20. század eleji tanulmány a halálos áldozatok számát 260 ezerre becsüli, de nem világos, hogy a szám milyen forrásokon vagy megfontolásokon alapul.

## A katasztrófa után
Antiokheia helyreállítását Traianus császár kezdte el, majd 117-es trónra lépésétől Hadrianus folytatta és fejezte be. Az újjáépített színházban Traianus az i.e. 4. századi görög Eutükhidésznek a szerencse és a véletlen istennőjéről, Tükhéről (a római Fortuna megfelelőjéről) készített szobrának aranyozott másolatát állíttatta fel. A károk mértékét mutatja, hogy az Antiokheiában feltárt mozaikok egy kivételével a földrengés után készültek.

## Fordítás
- Ez a szócikk részben vagy egészben  a(z)   115 Antioch earthquake című angol Wikipédia-szócikk ezen változatának fordításán alapul.  Az eredeti cikk szerkesztőit annak laptörténete sorolja fel. Ez a jelzés csupán a megfogalmazás eredetét és a szerzői jogokat jelzi, nem szolgál a cikkben szereplő információk forrásmegjelöléseként.